# Daniel Follonier
Daniel Follonier (sinh ngày 18 tháng 1 năm 1994) là một cầu thủ bóng đá người Thụy Sĩ hiện tại thi đấu ở vị trí tiền vệ chạy cánh cho FC Luzern tại Giải bóng đá vô địch quốc gia Thụy Sĩ.

## Sự nghiệp câu lạc bộ
Follonier là một nhân tố trẻ từ FC Sion. Anh ra mắt tại Giải bóng đá vô địch quốc gia Thụy Sĩ vào ngày 18 tháng 5 năm 2014 trước Grasshopper Club Zürich trong chiến thắng 3-1 trên sân nhà.